# 小行星1771

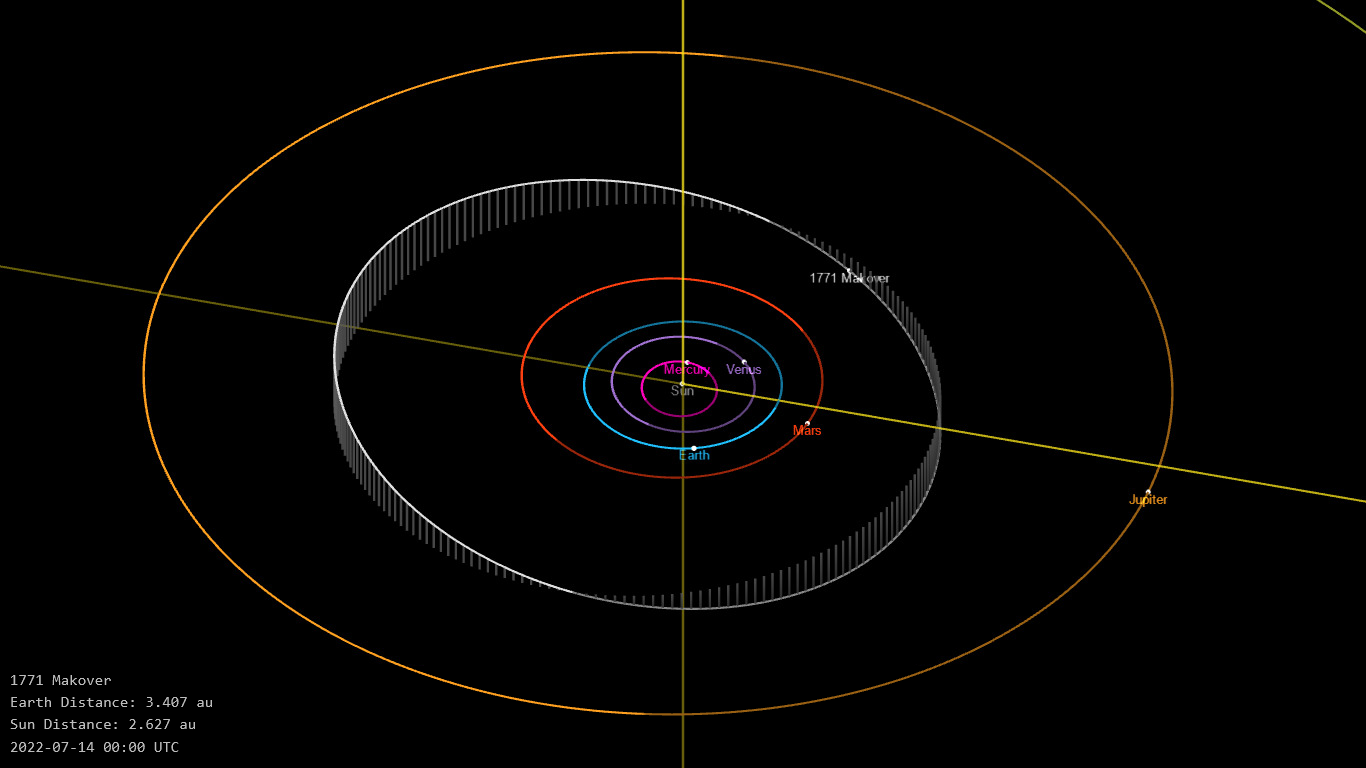
小行星1771轨迹

小行星1771（1771 Makover）是一颗围绕太阳公转的小行星。1968年1月24日，柳德米拉·切爾尼赫在克里米亚发现了此天体。
該小行星以俄羅斯天文學家塞繆爾·格達列維奇·馬科沃爾（Samuel Gdalevich Makover）命名。
这颗小行星的绝对星等为316.7611971207609等。